# Ярвилехто, Юрки
Ю́рки Юхани Я́рвиле́хто (фин. Jyrki Juhani Järvilehto, 31 января 1966 года, Эспоо, Финляндия), более известный как Джей-Джей Лехто (англ. JJ Lehto) — финский автогонщик, участник чемпионатов мира по автогонкам в классе «Формула-1», двукратный (1995, 2005) победитель 24 часов Ле-Мана, победитель ALMS 2004 года, а также пилот CART (1998), DTM (1995, 2002), ALMS (1999—2005), FIA GT (1997) и SpeedCar (2008).

## Биография

### Ранние выступления
Юрки Ярвилехто начал заниматься картингом в шесть лет. Его автоспортивная карьера проходила вначале под опекой Кеке Росберга, чемпиона Формулы-1 1982 года. Кеке Росберг предложил Ярвилехто взять имя Джей-Джей Лехто. В 1986 Ярвилехто выиграл скандинавскую Формулу-1600, а в 1987 — британскую и европейскую серии Формулы-2000.
В 1988 Лехто принял участие в чемпионате Формулы-5, выступив за Pacific Racing Team. Старт сезона был неудачным, но впоследствии Лехто одержал восемь побед и стал вторым в чемпионате. В следующем году Джей-Джей Лехто перешёл в Формулу-3000. Успехи финна позволили ему дебютировать в Формуле-1: на четырёх последних Гран-при сезона 1989 он заменил в команде Onyx Бертрана Гашо.

### Формула-1
В 1990 Ярвилехто продолжил принимать участие в Гран-при Формулы-1 за команду Onyx, но уже после Гран-при Венгрии, где оба гонщика команды не прошли квалификацию, команда прекратила своё существование.
После этого Ярвилехто заключил контракт с BMS Scuderia Italia на два года. 1991 сезон был достаточно удачным. Команда заняла восьмое место в Кубке Конструкторов, а Джей-Джей Лехто на Гран-при Сан-Марино 1991 года занял третье место, став 12-м в общем зачёте. Но в 1992 Ярвилехто не набрал ни одного очка, а BMS Scuderia Italia ушла из Формулы-1.
В 1993 сезоне Джей-Джей Лехто выступал за Sauber. Начало сезона было удачным, но после четвёртого места на Гран-при Сан-Марино Лехто не набрал очков. В общем зачёте он стал 13-м. В 1994 он провёл начало сезона за Benetton. Его партнёром был Михаэль Шумахер, ставший в том году чемпионом. Но сам Лехто набрал только одно очко. Кроме того, на Гран-при Сан-Марино Лехто столкнулся с Педро Лами, и обломками от их столкновения были ранены трое зрителей и смертельно ранен полицейский. Две последние гонки сезона Джей-Джей Лехто провёл за Sauber, лучшим результатом стало 10 место на Гран-при Японии.

### Карьера после Формулы-1
Лехто ушёл из Формулы-1 после 1994 сезона и перешёл в DTM. В 1995 гонщик стал 13-м в DTM и 11-м в ITC. Но наибольший успех ждал его в Ле-Мане, в котором Лехто выиграл вместе с Янником Дальмасом и Масанори Секией на McLaren F1 GTR (Юрки стал первым финном выигравшим в Ле-Мане). В 1996 году Джей-Джей Лехто стал в Ле-Мане девятым, а в ITC — пятым.
В 1997 Лехто стал выступать за команду BMW. За неё он выиграл четыре гонки в FIA GT, став в общем зачёте вторым, проиграв лишь Бернду Шнайдеру. В 1998 году Джей-Джей Лехто присоединился к команде Карла Хогана, за которую провёл сезон CART. Больших успехов он не добился. Лехто набирал очки на овалах, но на других трассах смотрелся плохо. Лучшим результатом стало 5 место в австралийском этапе серии, а в общем зачёте Лехто стал двадцатым. По итогам сезона гонщик был уволен из команды.
Но в 1999 Джей-Джей Лехто присоединился к BMW Motorsport и стал выступать в ALMS. В сезоне 1999 года Лехто стал четвёртым, одержав победы в гонке 12 часов Себринга, а затем — в Сирс-Пойнте, Лагуна Сека и Лас-Вегасе. Кроме того, финн принял участие в европейском Ле-Мане.
В 2000, продолжая выступать за BMW, Лехто занял в ALMS 6 место, одержав две победы и ещё шесть раз приехав на подиум. А в 2001 Лехто занял второе место в классе Gran Turismo, выиграв четыре раза.
В 2002 Лехто провёл неполный сезон за Cadillac. В четырёх последних этапах сезона приехал на подиум, до этого став девятым в 12 часах Сибринга. В общем зачёте он занял 13-е место.
Наибольший успех в Американской серии Ле-Ман пришёл к Лехто, когда он заключил контракт с ADT Champion Racing и стал ездить на Audi R8. В 2003 Лехто стал третьим в ALMS и в 24 часах Ле-Мана, в 2004 стал чемпионом Американской серии Ле-Ман, одержав рекордные 6 побед (в остальных трёх гонках Лехто пришёл вторым), а в 2005 во второй раз в карьере выиграл 24 часа Ле-Мана с Томом Кристенсеном и Марко Вернером.
В 2007 Лехто выступил в 24 часах Дайтоны, а в 2008 занял 16 место в SpeedCar Series. Это был последний автоспортивный сезон Лехто.
С 2001 года — комментатор «Формулы-1» на финском телеканале MTV3.
18 июня 2010 года Лехто попал в аварию при прогулке на лодке по каналу в Экенесе. Лодка, в которой находился он и ещё один пассажир, столкнулась с фундаментом моста. Лехто был травмирован, а второй пассажир погиб Против гонщика было выдвинуто обвинение в непредумышленном убийстве. 14 декабря 2011 года уездным судом Западной Уусимаа приговорен к тюремному заключению сроком на 28 месяцев.. Суд второй инстанции (надворный суд Турку) снял с Лехто обвинения по недостаточности доказательств и отменил приговор уездного суда.

## Семья
Лехто женат, у него трое детей. В одном из интервью он сказал, что хотел бы, чтобы кто-нибудь из его детей стал автогонщиком.

## Таблица результатов

### Формула-1
| Легенда к таблице |                                                                    |
| --- | ------------------------------------------------------------------ |
| В таблице перечислены результаты всех Гран-при Формулы-1, в которых принимал участие гонщик. Строками таблицы являются сезоны, столбцами — этапы чемпионата мира. В каждой клетке указаны сокращённое название этапа и результат, дополнительно обозначенный цветом. Расшифровка обозначений и цветов представлена в нижеследующей таблице. |                                                                    |
| \| Пример \| Описание \| \| ------------ \| ------------------------------------------------------------------ \| \| 1 \| Победитель \| \| 2 \| Второе место \| \| 3 \| Третье место \| \| 5 \| Финишировал, заработав очки \| \| Сход \| Не финишировал, но при этом заработал очки \| \| 12 \| Финишировал, не получив очков \| \| НКЛ \| Финишировал, но не попал в финальную классификацию \| \| 15 \| Участвовал вне зачёта, либо по отдельной классификации \| \| 18 \| Не финишировал, но попал в финальную классификацию \| \| Сход \| Не финишировал \| \| НКВ \| Не прошёл квалификацию \| \| НПКВ \| Не прошёл предквалификацию \| \| ДСК \| Дисквалифицирован \| \| ИСК \| Исключён из протокола соревнований \| \| ТТ \| Заявлен для участия только в тренировках \| \| НС \| Участвовал в квалификации, но не стартовал в гонке \| \| Т \| Травмирован или болен \| \| ОТК \| Отказ от участия \| \| НТР \| Прибыл на соревнования, но на трассу не выезжал \| \| НПР \| Был заявлен в числе участников, но не прибыл к началу соревнований \| \| О \| Соревнования отменены \| \| \| Не участвовал \| \| Поул-позиция \| \| \| Быстрый круг \| \| |                                                                    |
| Пример | Описание                                                           |
| 1 | Победитель                                                         |
| 2 | Второе место                                                       |
| 3 | Третье место                                                       |
| 5 | Финишировал, заработав очки                                        |
| Сход | Не финишировал, но при этом заработал очки                         |
| 12 | Финишировал, не получив очков                                      |
| НКЛ | Финишировал, но не попал в финальную классификацию                 |
| 15 | Участвовал вне зачёта, либо по отдельной классификации             |
| 18 | Не финишировал, но попал в финальную классификацию                 |
| Сход | Не финишировал                                                     |
| НКВ | Не прошёл квалификацию                                             |
| НПКВ | Не прошёл предквалификацию                                         |
| ДСК | Дисквалифицирован                                                  |
| ИСК | Исключён из протокола соревнований                                 |
| ТТ | Заявлен для участия только в тренировках                           |
| НС | Участвовал в квалификации, но не стартовал в гонке                 |
| Т | Травмирован или болен                                              |
| ОТК | Отказ от участия                                                   |
| НТР | Прибыл на соревнования, но на трассу не выезжал                    |
| НПР | Был заявлен в числе участников, но не прибыл к началу соревнований |
| О | Соревнования отменены                                              |
| | Не участвовал                                                      |
| Поул-позиция |                                                                    |
| Быстрый круг |                                                                    |

| Год  | Команда         | Шасси            | 1        | 2        | 3        | 4        | 5        | 6        | 7        | 8        | 9        | 10       | 11       | 12       | 13       | 14       | 15       | 16       | Место | Очки |
| ---- | --------------- | ---------------- | -------- | -------- | -------- | -------- | -------- | -------- | -------- | -------- | -------- | -------- | -------- | -------- | -------- | -------- | -------- | -------- | ----- | ---- |
| 1989 | Оnyx            | Onyx ORE-1       | БРА      | САН      | МОН      | МЕК      | США      | КАН      | ФРА      | ВЕЛ      | ГЕР      | ВЕН      | БЕЛ      | ИТА      | ПОР НПКВ | ИСП Сход | ЯПО НПКВ | АВС Сход | 36    | 0    |
| 1990 | Оnyx            | Onyx ORE-1       | США НКВ  | БРА НКВ  |          |          |          |          |          |          |          |          |          |          |          |          |          |          | 29    | 0    |
| 1990 | Оnyx            | Onyx ORE-2       |          |          | САН 12   | МОН Сход | КАН Сход | МЕК Сход | ФРА НКВ  | ВЕЛ НКВ  |          |          |          |          |          |          |          |          | 29    | 0    |
| 1990 | Оnyx            | Monteverdi ORE-2 |          |          |          |          |          |          |          |          | ГЕР НКЛ  | ВЕН НКВ  | БЕЛ      | ИТА      | ПОР      | ИСП      | ЯПО      | АВС      | 29    | 0    |
| 1991 | Scuderia Italia | Dallara F191     | США Сход | БРА Сход | САН 3    | МОН 11   | КАН Сход | МЕК Сход | ФРА Сход | ВЕЛ 13   | ГЕР Сход | ВЕН Сход | БЕЛ Сход | ИТА Сход | ПОР Сход | ИСП 8    | ЯПО Сход | АВС 12   | 12    | 4    |
| 1992 | Scuderia Italia | Dallara F192     | ЮАР Сход | МЕК 8    | БРА 8    | ИСП Сход | САН 11   | МОН 9    | КАН 9    | ФРА 9    | ВЕЛ 13   | ГЕР 10   | ВЕН НКВ  | БЕЛ 7    | ИТА 11   | ПОР Сход | ЯПО 9    | АВС Сход | 21    | 0    |
| 1993 | Sauber          | Sauber C12       | ЮАР 5    | БРА Сход | ЕВР Сход | САН 4    | ИСП Сход | МОН Сход | КАН 7    | ФРА Сход | ВЕЛ 8    | ГЕР Сход | ВЕН Сход | БЕЛ 9    | ИТА Сход | ПОР 7    | ЯПО 8    | АВС Сход | 13    | 5    |
| 1994 | Benetton        | Benetton B194    | БРА      | ТИХ      | САН Сход | МОН 7    | ИСП Сход | КАН 6    | ФРА      | ВЕЛ      | ГЕР      | ВЕН      | БЕЛ      | ИТА 9    | ПОР Сход | ЕВР      |          |          | 24    | 1    |
| 1994 | Sauber          | Sauber C13       |          |          |          |          |          |          |          |          |          |          |          |          |          |          | ЯПО Сход | АВС 10   | 24    | 1    |

### 24 часа Ле-Мана
| Год  | Место | Команда                                  | Автомобиль               | Класс  |
| ---- | ----- | ---------------------------------------- | ------------------------ | ------ |
| 1990 | Сход  | Richard Lloyd Racing / Italya Sport      | Porsche 962 C GTi        | C1     |
| 1991 | 9     | Porsche Kremer Racing                    | Porsche 962 CK6          | C2     |
| 1995 | 1     | Kokusai Kaihatsu Racing                  | McLaren F1 GTR           | GT1    |
| 1996 | 9     | Gulf Racing / GTC Racing                 | McLaren F1 GTR           | GT1    |
| 1997 | Сход  | Team BMW Motorsport / BMW Team Schnitzer | McLaren F1 GTR           | GT1    |
| 1999 | Сход  | Team BMW Motorsport / BMW Team Schnitzer | BMW V12 LMR              | LMP    |
| 2002 | 12    | Team Cadillac                            | Cadillac Northstar LMP02 | LMP900 |
| 2003 | 3     | Champion Racing                          | Audi R8                  | LMP900 |
| 2004 | 3     | ADT Champion Racing                      | Audi R8                  | LMP1   |
| 2005 | 1     | ADT Champion Racing                      | Audi R8                  | LMP1   |

### DTM
| Год  | Команда         | Автомобиль               | 1        | 2          | 3        | 4        | 5        | 6       | 7       | 8          | 9       | 10         | 11       | 12         | 13       | 14      | 15       | 16       | 17         | 18         | 19         | 20       | 21      | 22      | 23      | 24      | 25          | 26       | Место | Очки |
| ---- | --------------- | ------------------------ | -------- | ---------- | -------- | -------- | -------- | ------- | ------- | ---------- | ------- | ---------- | -------- | ---------- | -------- | ------- | -------- | -------- | ---------- | ---------- | ---------- | -------- | ------- | ------- | ------- | ------- | ----------- | -------- | ----- | ---- |
| 1995 | Opel Team Joest | Opel Calibra V6          | ХОК 1 8  | ХОК 2 4    | БЕР 1 10 | БЕР 2 20 | МДЖ 1 11 | МДЖ 2 8 | ХЕЛ 1 3 | ХЕЛ 2 Сход | НОР 1 7 | НОР 2 Сход | ДОН 1 14 | ДОН 2 11   | ДИП 1 15 | ДИП 2 8 | ЭШТ 1 11 | ЭШТ 2 11 | НЮР 1 Сход | НЮР 2 Сход | АЛЕ 1 Сход | АЛЕ 2 8  | МАН 1 8 | МАН 2 5 | ХОК 3 6 | ХОК 4 6 |             |          | 13    | 36   |
| 1996 | Opel Team Joest | Opel Calibra V6          | ХОК 1 15 | ХОК 2 Сход | НЮР 1 5  | НЮР 2 2  | ЭШТ 1 16 | ЭШТ 2   | ХЕЛ 1 5 | ХЕЛ 2 3    | НОР 1 4 | НОР 2 3    | ДИП 1 7  | ДИП 2 Сход | СИЛ 1 5  | СИЛ 2 2 | НЮР 3 5  | НЮР 4 7  | МАН 1 5    | МАН 2 3    | МДЖ 1 9    | МДЖ 2 15 | ХОК 3 5 | ХОК 4 8 | ИНТ 1 6 | ИНТ 2 9 | СУДЗ 1 Сход | СУДЗ 2 8 | 5     | 148  |
| 2002 | Euroteam        | Opel Astra V8 Coupe 2001 | ХОК 1    | ЗОЛ        | ДОН      | ЗАК      | НОР      | ЕСП     | НЮР     | A1 10      | ЗАН     | ХОК 2      |          |            |          |         |          |          |            |            |            |          |         |         |         |         |             |          | 21    | 0    |

### FIA GT
| Год  | Команда        | Автомобиль     | Класс | 1     | 2     | 3     | 4     | 5     | 6    | 7      | 8     | 9     | 10     | 11       | Место | Очки |
| ---- | -------------- | -------------- | ----- | ----- | ----- | ----- | ----- | ----- | ---- | ------ | ----- | ----- | ------ | -------- | ----- | ---- |
| 1997 | BMW Motorsport | McLaren F1 GTR | GT1   | ХОК 1 | СИЛ 3 | ХЕЛ 1 | НЮР 3 | СПА 1 | A1 3 | СУДЗ 4 | ДОН 3 | МДЖ 1 | СЕБ 14 | ЛАГ Сход | 2     | 59   |

### CART
| Год  | Команда | 1      | 2        | 3      | 4      | 5      | 6     | 7      | 8        | 9        | 10       | 11       | 12       | 13     | 14       | 15    | 16       | 17     | 18    | 19       | Позиция | Очки |
| ---- | ------- | ------ | -------- | ------ | ------ | ------ | ----- | ------ | -------- | -------- | -------- | -------- | -------- | ------ | -------- | ----- | -------- | ------ | ----- | -------- | ------- | ---- |
| 1998 | Hogan   | ХОМ 14 | MOT Сход | ЛОН 18 | НАЗ 16 | ЖАК 10 | МЭД 9 | МИЛ 19 | ДЕТ Сход | ПРЛ Сход | КЛИ Сход | ТОР Сход | БРУ Сход | ЛЕК 15 | ЭЛК Сход | ВАН 8 | ЛАГ Сход | ХЬЮ 10 | СРФ 5 | ФОН Сход | 20      | 25   |

### ALMS
| Год  | Команда             | Автомобиль               | Класс  | 1     | 2     | 3      | 4     | 5     | 6            | 7     | 8     | 9     | 10    | 11    | 12   | Место | Очки |
| ---- | ------------------- | ------------------------ | ------ | ----- | ----- | ------ | ----- | ----- | ------------ | ----- | ----- | ----- | ----- | ----- | ---- | ----- | ---- |
| 1999 | BMW Motorsport      | BMW V12 LMR              | LMP    | СЕБ 1 | АТЛ   | МОС НС | COH 1 | РОУ 2 | ПЛМ 3        | ЛАГ 1 | ЛАС 1 |       |       |       |      | 4     | 123  |
| 2000 | BMW Motorsport      | BMW V12 LMR              | LMP    | СЕБ 3 | ШАР 1 | СИЛ 1  | НЮР 2 | COH 3 | МОС 2        | ТЕХ 4 | РОУ 3 | ПЛМ 5 | ЛАГ 3 | ЛАС 9 | 1000 | 6     | 220  |
| 2001 | BMW Motorsport      | BMW M3                   | GT     | ТЕХ 5 | СЕБ 3 | ДОН 10 | ХАР 2 | COH 1 | ПРЛ 3        | МОС 1 | МОГ 1 | ЛАГ 1 | ПЛМ 4 |       |      | 2     | 186  |
| 2002 | Team Cadillac       | Cadillac Northstar LMP02 | LMP900 | СЕБ 9 | COH   | МОГ    | АМЕ   | ВАШ   | ТРУ          | МОС 3 | ЛАГ 3 | МАЙ 2 | ПЛМ 3 |       |      | 13    | 101  |
| 2003 | ADT Champion Racing | Audi R8                  | LMP900 | СЕБ 2 | АТЛ 1 | COH 2  | ТРУ 2 | МОС 4 | АМЕ 1        | ЛАГ 3 | МАЙ 1 | ПЛМ 1 |       |       |      | 3     | 163  |
| 2004 | ADT Champion Racing | Audi R8                  | LMP1   | СЕБ 2 | МОГ 1 | НОВ 1  | COH 1 | ПРЛ 1 | МОС 2        | АМЕ 1 | ПЛМ 1 | ЛАГ 2 |       |       |      | 1     | 183  |
| 2005 | ADT Champion Racing | Audi R8                  | LMP1   | СЕБ 1 | АТЛ 1 | МОГ 5  | НОВ 1 | COH 3 | ПРЛ Сход (5) | АМЕ 3 | МОС 2 | ПЛМ 3 | ЛАГ 4 |       |      | 3     | 148  |

| Итого         | #    |
| ------------- | ---- |
| Сезоны        | 7    |
| Титулы        | 1    |
| Гран-при      | 68   |
| Старты        | 67   |
| Победы        | 23   |
| Поулы         | 11   |
| Быстрые круги | 12   |
| Подиумы       | 51   |
| Очки          | 1124 |

### 24 часа Дайтоны
| Год  | Место | Команда            | Автомобиль    |
| ---- | ----- | ------------------ | ------------- |
| 2007 | 17    | Krohn Racing Riley | Pontiac Mk XI |

### SpeedCar
| Год  | Команда       | 1     | 2     | 3        | 4        | 5          | 6          | 7        | 8       | Место | Очки |
| ---- | ------------- | ----- | ----- | -------- | -------- | ---------- | ---------- | -------- | ------- | ----- | ---- |
| 2008 | Speedcar Team | ИНЗ 1 | ИНЗ 2 | МАЗ 1 12 | МАЗ 2 10 | БАХ 1 Сход | БАХ 2 Сход | ДУБ 1 11 | ДУБ 2 8 | 16    | 1    |